# Super Sentai Strongest Battle
4 Week Continuous Special Super Sentai Strongest Battle!!' (4週連続スペシャル スーパー戦隊最強バトル!! Yon-shū Renzoku Supesharu Sūpā Sentai Saikyō Batoru!!?) es una miniserie de televisión japonesa del género tokusatsu basada en la franquicia Super Sentai Series producida por Toei Company, presenta a miembros del elenco de entregas anteriores y la aparición debut de el elenco principal de Kishiryū Sentai Ryūsoulger. Su estreno fue el 17 de febrero de 2019 luego del final de Kaitō Sentai Lupinranger VS Keisatsu Sentai Patranger y se emitirá durante 4 semanas.

## Argumento
Una misteriosa chica llamada Rita (リタ Rita?) reúne a los héroes de los equipos Super Sentai en el planeta Nemesis. Les revela a los héroes que cualquier deseo que deseen se hará realidad si pueden ganar el torneo "Super Sentai Greatest Battle", los 160 héroes de dividen en 32 equipos de cinco para competir entre sí con el fin de que sus deseos se cumplan mientras se enfrentan al misterioso Gaisorg. que busca oponentes dignos para la batalla. La historia sigue al equipo compuesto por Yamato Kazakiri, Capitán Marvelous, Stinger, Takaharu Igasaki, y Kagura Izumi mientras luchan contra otros héroes por el premio mientras aprenden la verdad detrás del torneo.

## Episodios
Los episodios en este especial se denominan "Batallas"
1. ¿¡Quién es el más fuerte en la historia!? (史上最強は誰だ！？ Shijō Saikyō wa Dareda??)[2]
2. La secreta armadura del misterio (暗躍する謎の鎧 An'yaku Suru Nazo no Yoroi?)[3]
3. Un secreto revelado (暴かれた大秘密 Abaka Reta Dai Himitsu?)[4]
4. ¡Hacia el mañana! (そして明日へ！ Soshite Ashita e!?)[5]

## Reparto
- Yamato Kazakiri: Masaki Nakao
- Capitán Marvelous Ryota Ozawa
- Stinger: Yōsuke Kishi
- Takaharu Igasaki: Shunsuke Nishikawa
- Kagura Izumi: Ai Moritaka
- Kakeru Shishi: Noboru Kaneko
- Eiji Takaoka: Masayuki Deai
- Sōsuke Esumi: Yasuhisa Furuhara
- Luka Millfy: Mao Ichimichi
- Keiichiro Asaka: Kōsei Yūki
- Tenkasei Ryō: Keiichi Wada
- Tsuruhime: Satomi Hirose
- Doggie Kruger: Tetsu Inada
- Rita: Nana Asakawa
- Gaisorg: Tomokazu Seki

## Temas musicales

### Tema de apertura
- Saikyō Saikō Super Stars! (最強最高 SUPER STARS Saikyō Saikō Sūpā Sutāzu!?, ¡Más fuertes y mejores súper estrellas!)[6]
  - Letra: Shio Watanabe[6]
  - Música: Nobuo Yamada[6]
  - Arreglos: Gō Sakabe[6]
  - Intérprete: Project.R (NoB)[6]

### Tema de cierre
- Saikyō Saikō Super Stars! (最強最高 SUPER STARS Saikyō Saikō Sūpā Sutāzu!?, ¡Más fuertes y mejores súper estrellas!)[6]
  - Letra: Shio Watanabe[6]
  - Música: Nobuo Yamada[6]
  - Arreglos: Gō Sakabe[6]
  - Intérprete: Project.R (NoB)[6]